# Jizva

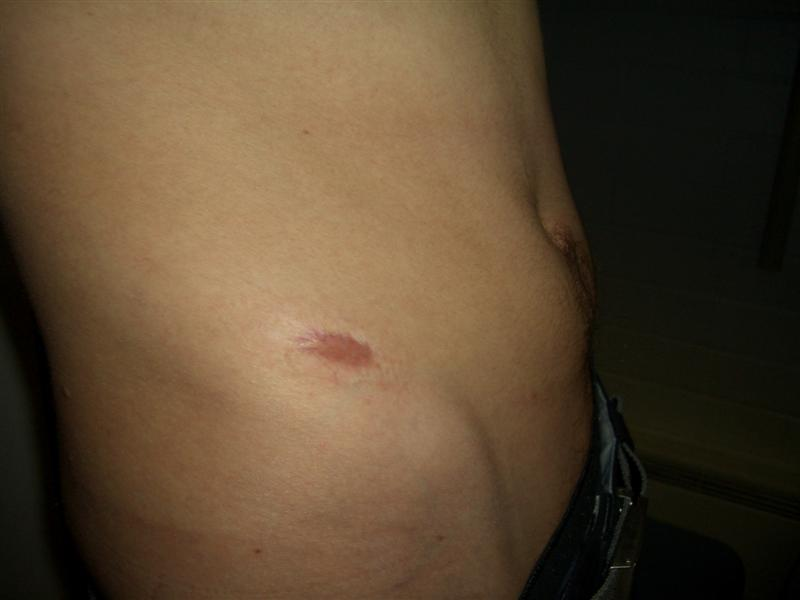
Keloidní přerůstání jizvy

Jizva je druh útvaru na kůži a ve tkáni, který vzniká na místě, kde byl organismus poraněn vlivem protržení ochranné vrstvy – kůže. Vzniká při vniknutí cizího tělesa pod kůži, během prasknutí, či jiném druhu poškození jako například popálení.
Jizva vzniká regenerací poškozeného místa, kdy dochází k zacelení rány a vytvoření nové vrstvy kůže. V tomto místě je pak kůže zpravidla světlejší než v okolí, či je červenější, což umožňuje její rozeznání. V některých případech dochází k přerůstání jizvy, při němž jizva zvětšuje svůj objem a objevuje se útvar zvaný keloid. Nejčastěji se objevuje v oblastech krku a zad. Pokud je poškození organismu velké, musí být rána často sešita. Jizva má pak tvar čáry v jejímž okolí se nacházejí viditelné známky po šití.

## Druhy jizev
Jizvy můžeme rozdělovat podle dvou hledisek, a to dle příčiny jejich vzniku nebo dle jejich vzhledu.

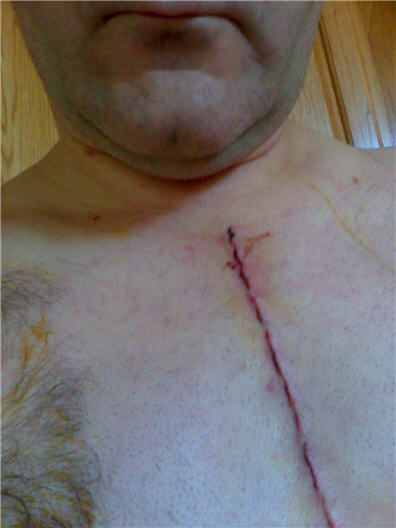
Jizva po srdečním bypassu

### Dělení podle příčiny vzniku jizvy
- Jizvy po tržném nebo řezném zranění: Vznikají při náhodném roztržení nebo pořezání kůže. Při větším rozsahu zranění vyžaduje jizva zašití, u menších poranění vzniká jizva samovolným hojením.
- Jizva po císařském řezu: Tento druh jizev vzniká při porodu. Jizva se nachází ve stydké oblasti a bývá dlouhá zhruba 10–15 cm. Vzhledem k tomu, že řez je poměrně hluboký, vyžaduje dlouhé hojení, zhruba 6 týdnů.
- Jizva po oparu: Tyto jizvy vznikají na rtu v důsledku napadení organismu virem herpes simplex. Virus způsobuje hnisavé puchýřky, po jejichž sloupnutí může jizva vzniknout.
- Jizva po operaci: Každý chirurgický zákrok má za následek jizvu, různí se pouze její velikost a výraznost. Po laparoskopických operacích zůstávají pouze drobné, zhruba centimetrové jizvičky, zatímco po klasické operaci zůstane na kůži jizva v celé délce operačního řezu.
- Jizva po popálení:Výsledný vzhled jizvy záleží na stupni popálení. U popálenin prvního stupně často dojde k úplnému zhojení. U těžších popálenin může docházet až k odumření tkáně a je nutné podrobit dané místo chirurgické rekonstrukci.
- Jizvy po neštovicích: Jejich původcem je onemocnění zvané plané neštovice. Při nich je po těle nemocného rozeseto velké množství drobných svědivých puchýřků. Při jejich rozškrábání mohou vznikat drobné jizvičky.
- Jizvy po akné: Průběh akné během dospívání je u každého jedince odlišný, v některých případech ale mohou zůstat na obličeji po akné trvalé propadlé jizvy.
- Jizva na rohovce: Tento druh jizev má za následek nepravidelný astigmatismus. Tuto vadu oka nelze kompenzovat brýlemi, v některých případech pomohou kontaktní čočky. Nerovnosti rohovky lze odstranit fototerapeutickou keratektomií.[2]
- Strie: Tyto drobné rýhy vznikají na pokožce při zvětšení objemu těla. Příčinou může být těhotenství, přibývání na váze, rychlý růst u dětí nebo výrazné nabrání svalové hmoty. V kůži, která se snaží novému objemu přizpůsobit, dochází k popraskání elastických vláken. Strie mají barvu od červené po modrofialovou, časem blednou a získávají šedostříbrný až bílý odstín.

### Dělení podle vzhledu jizvy
- Jizvy hypertrofické: Vznikají převážně v důsledku úrazu nebo po operaci. Jizva je vystouplá nad okolní pokožku v důsledku vzniku nadbytečného vaziva. Tento výstupek nepřesahuje hranici operačního řezu nebo zranění. Jedná se o nejčastější typ chybného hojení jizev. Dochází k němu převážně u osob s více pigmentovanou pletí nebo mladých žen. V případě, že se hypertrofická jizva nachází v místě kloubu, může způsobovat omezenou hybnost.
- Jizvy hypotrofické (africké): Tyto jizvy jsou opakem jizev hypertrofických. Oproti okolní pokožce jsou vpadlé a tvoří důlek. Jde především o jizvičky po neštovicích nebo akné.
- Keloidní jizvy: Jsou stejně jako jizvy hypertrofické vystouplé a snadno nahmatatelné, ovšem svým rozsahem přesahují původní rozsah rány. Keloidní jizvy jsou zbytnělé a mají převážně červenou nebo fialovou barvu, která časem bledne na šedorůžovou.

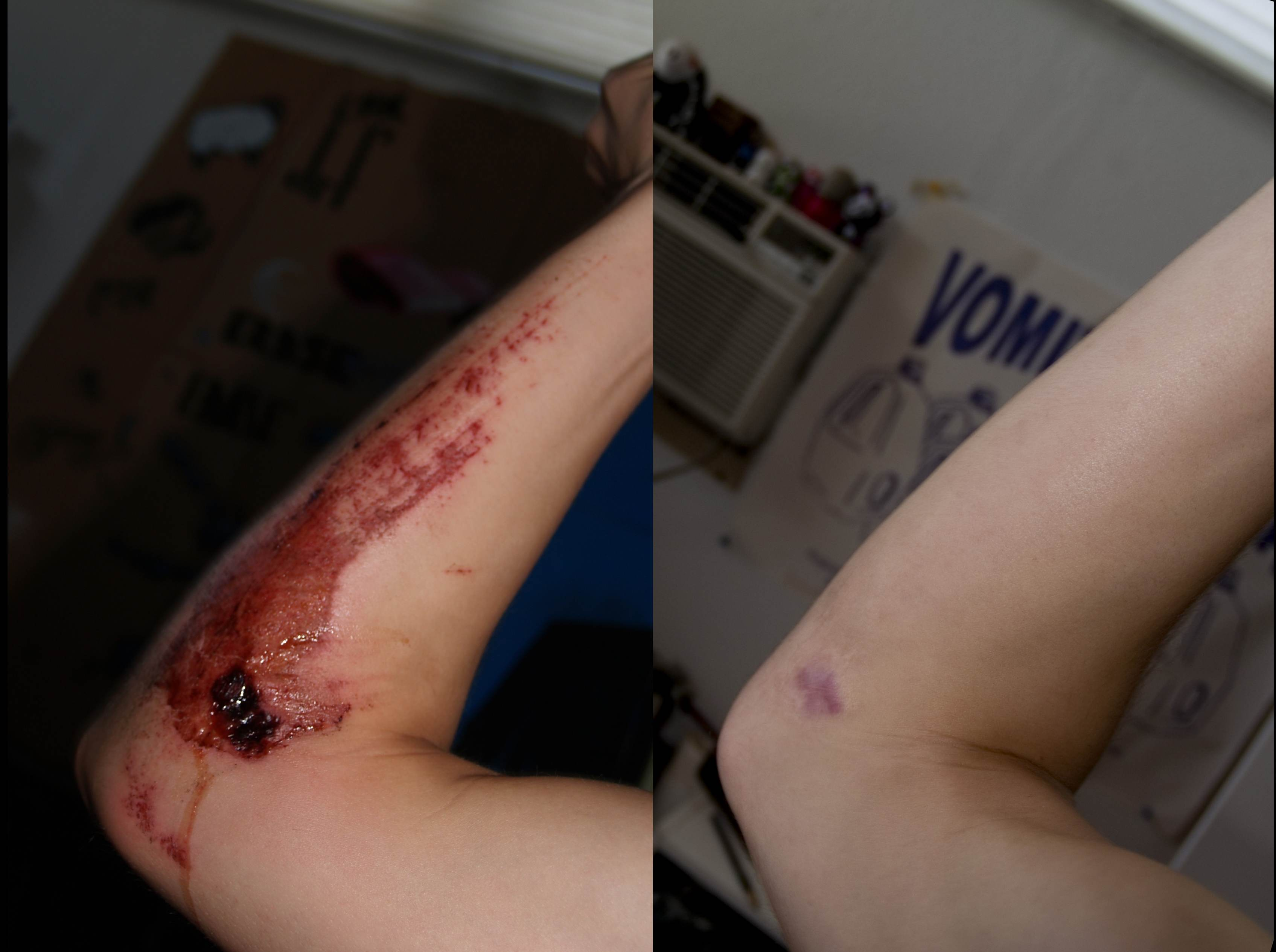
Vlevo čerstvá rána, vpravo zahojená nešitá jizva

## Odstranění jizev
Jakmile jizva vznikne, není nikdy možné ji úplně odstranit, lze pouze zmírnit její výraznost. Některé tyto zákroky proplácí v Česku zdravotní pojišťovna, pokud jsou jizvy ve viditelné oblasti lidského těla. Cena těchto zákroků se pohybuje od zhruba 400 Kč po několik tisíc.
Menší viditelnost jizvy lze zajistit průběžnou péčí ihned po jejím vzniku. Základem správného hojení jizvy je pravidelné promašťování postiženého místa, ať už čistým vepřovým sádlem, měsíčkovou mastí nebo jiným krémem. Je vhodné také zabránit vystavování jizvy přímému slunečnímu záření, případně ji chránit krémem s vysokým ochranným faktorem. Při pokusu o lepší zhojení jizvy se nejprve používají tzv. konzervativní metody, jako tlaková masáž nebo silikonové kompresní náplasti. V případech císařských řezů je nutné dbát na uvolnění jizvy, resp. na obnovení vzájemné posunlivosti kůže, podkoží a svalů. Jizva, která by byť malým bodem zůstala „slepena“ s podkožím, je překážkou volného pohybu trupu, v daném místě bolí a nezřídka rezultuje ve vertebrogenních potížích bederní páteře.
Pro estetickou korekci jizev může lékař doporučit i některou z invazivních metod. Mezi nejčastěji používané patří:
- Biostimulace tkáně: LED terapií nebo stimulačním laserem dochází k podpoře výměny buněk v postiženém místě, což způsobuje lepší hojení jizvy. Pro dosažení uspokojivých výsledků je nutné proces biostimulace opakovat zhruba 10× v rozmezí 2–3 týdnů.
- Frakční laser: Pomocí laseru dojde k lehkému obroušení vrchní vrstvy pokožky, čímž se vystouplá jizva zarovná s okolním povrchem a je méně nápadná. Bodovým vybroušením pokožky lze také výrazně podpořit novou tvorbu kolagenu, a docílit tak zarovnání hypotrofických jizev.
- Karboxoterapie: Tenkou jehlou je do místa jizvy aplikován oxid uhličitý, který zlepší prokrvení tkáně, urychlí tvorbu kolagenu a zajistí regeneraci poškozené kůže.[6]
- Aplikace přípravku pro změkčení jizvy: Lokální aplikace kortikoidu způsobí zastavení nadměrné produkce vaziva, takže keloid změkne a stane se méně výrazným.

Ve velmi závažných případech lze přistoupit i k vyříznutí jizvy nebo nahrazení poškozené tkáně implantátem (zvláště u popálenin).

## Význam jizev v kultuře
Některé kultury považují jizvy za znak mužství a dospělosti a jedinci s nimi tak získávají vyšší společenské postavení. Jiné kultury využívají úmyslné jizvení těla a obličeje jako způsob tetování, jímž jedinec podobně dosahuje lepšího společenského postavení (např. dosáhl věk dospělosti, stal se bojovníkem atd.)